# Kogtved Søfartsskole
Kogtved Søfartsskole i Kogtved i Svendborg var en søfartsskole, der uddannede skibsofficerer.
Skolens form, hvor eleverne bar uniform, blev blødt noget op i årene omkring 2000. Dette var dog ikke nok til at ændre på den faldende søgning til søfartserhvervet, hvorfor A.P. Møller-Mærsk, der overtog driften af skolen fra J. Lauritzen i 2005, valgte at lukke skolen med udgangen af 2008.
Det primære formål var at uddanne unge, til at starte en karriere som officerer i handelsflåden, og på den måde skaffe officerer til rederierne. I begyndelsen var det kun for rederiet J. Lauritzen, men senere udvidedes der med Concord Line, DFDS, Esso, Dannebrog, ØK, Norden, Olau Line og A.P.Møller-Mærsk.